# Obelerio degli Antenori
Obelerio degli Antenori (eller Antenoreo) var den 9. doge i Venedig. Han regerede fra 804 til 811. Han var søn af  Encagilio. 
Han havde allerede været tribun mens Giovanni Galbaio regerede. Han og andre pro-frankiske ledere flygtede til Treviso. Der valgte de Obelerio til leder, og han førte dem tilbage til Venedig, og da Galbai-erne flygtede blev han valgt til doge i Malamocco. 
Obelerio kopierede straks sine forgængere og udpegede en med-doge fra hans familie, nemlig hans bror Beato. Antenori blev hurtigt upopulær og fejden mellem de forskellige fraktioner, de pro-byzantinske i  Heraclea og republikanerne i Malamocco flammede. Den landflygtige patriarken af Grado, Fortunatus, vendte tilbage til Venedig fra Karl den Stores hof i Aachen og tilbød at Venedig kunne komme under frankisk beskyttelse, hvis han blev genindsat. Obelerio indvilgede og anerkendte gladeligt frankisk overhøjhed til gengæld for frankisk beskyttelse og anerkendelse. Obelerio og Beato lenshyldede Karl den Store i Aachen juledag 805. Obelerio udvalgte sig endda en frankisk brud, den første dogaressa. 
Denne handling udløste en krig med Byzans. I 809 lagde en flåde til i den venetianske lagune og andre en frankisk flotille ved Comacchio, men blev besejret. Obelerio og Beato ophøjede herefter deres anden bror Valentino til doge sammen med dem. Det var det sidste strå, og folket rejste sig imod dem. De tilkaldte kong Pippin af Italien. Han belejrede Venedig, men først i sidste øjeblik prøvede dogerne at redde ansigt ved at gribe til våben mod ham. De blev fordrevet og Agnello Participazio, som havde forsvaret Venedig fra starten blev valgt til doge. 
Obelerio tilbragte de følgende to årtier i eksil i Konstantinopel. Da Giustiniano Participazio døde i 832 vendte han tilbage med en flok trofaste folk for at genvinde dogetitlen. Han gik i land ved Vigilia, nær Malamocco, men den retmæssige  doge, Giovanni 1. Participazio, nedbrændte de to byer, dræbte Obelerio og fremviste hans hoved på markedet.